# Canonicato
Il canonicato era un beneficio ecclesiastico connesso all'ufficio di canonico.
In origine, i canonici avevano precise funzioni liturgiche, in quanto i cori prevedevano uffici molto complessi che richiedevano la partecipazione di molti ecclesiastici. Per garantirsi questa partecipazione erano previste delle rendite commisurate agli obblighi da assolvere.
I canonicati potevano derivare sia dalla massa capitolare, il complesso dei beni posseduti dal capitolo, sia da rendite di terreni o fabbricati costituiti in beneficio individuale. Non era infrequente che le famiglie nobili o comunque facoltose erigessero un canonicato (cioè destinassero proprietà di famiglia alla rendita ecclesiastica, godendo dell'immunità fiscale prevista), riservandosi il diritto di patronato, ossia la possibilità di scegliere a chi spettasse il beneficio. Nella pratica il beneficio veniva molte volte goduto da un membro della famiglia.
Da ciò deriva un primo inconveniente: i canonici diventavano di nomina patrizia (o comunque privata) a svantaggio del diritto del papa, dei vescovi e del capitolo stesso.
Per poter godere di un canonicato potevano bastare gli ordini minori, il che indusse un altro abuso, quello di assegnare il canonicato a laici che avevano ricevuto i soli ordini minori e che quindi non potevano espletare molti degli obblighi previsti dall'ufficio canonicale (ad esempio non potevano ascoltare le confessioni).
Infine, gli obblighi non erano sempre rispettati: nel Quattrocento e nel Cinquecento gli ecclesiastici potevano avere canonicati redditizi anche in stati diversi e godere delle relative rendite senza assolvere a nessun obbligo. Come conseguenza si concentravano nelle mani di pochi uomini i beni che sarebbero dovuti servire a mantenere molti sacerdoti, che invece vivevano nell'indigenza. In più la possibilità di accumulare senza limiti i benefici ecclesiastici favorì la pratica della simonia.

## Fonti
- (EN)  Voce Canon della Catholic Encyclopedia